# جهنو باروا
جهنو باروا (آسامی: জাহ্নু বৰুৱা؛ زادهٔ ۱۷ اکتبر ۱۹۵۲) کارگردان و فیلم‌نامه‌نویس اهل کشور هند است که جوایز متعدد ملی و بین‌المللی را برنده شده است. وی اهل آسام است. بیشتر شهرت این کارگردان به خاطر ساخت فیلم من گاندی را نکشتم است.